# 安德魯斯山
安德魯斯山（英語：Mount Andrews）是南極洲的山峰，位於瑪麗伯德地，處於丹福思山和傑德爾山之間的阿爾巴努斯冰川南岸，海拔高度2,480米，美國地質調查局根據測量和美國海軍拍攝的空中照片繪入地圖，現時由南極條約體系管理。